# Ship Nunatak
Der Ship Nunatak (englisch für Schiff-Nunatak) ist ein markanter Nunatak im ostantarktischen Viktorialand. In den Usarp Mountains ragt er im Zentrum des oberen Abschnitts des Harlin-Gletschers auf.
Der United States Geological Survey kartierte ihn anhand eigener Vermessungen und mithilfe von Luftaufnahmen der United States Navy aus den Jahren zwischen 1960 und 1963. Das Advisory Committee on Antarctic Names benannte ihn 1970 deskriptiv, da er in den Eismassen des Gletschers an ein Schiff auf See erinnert.